# Baicalia zachwatkini
Baicalia zachwatkini е вид коремоного от семейство Baicaliidae.

## Разпространение
Видът е разпространен в Русия (Бурятия).